# Otto Dunkelberg

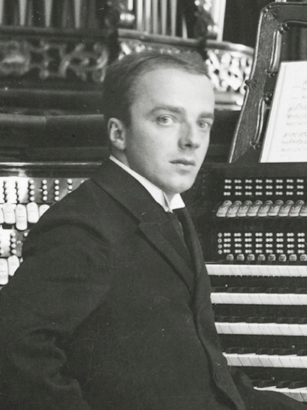
Otto Dunkelberg (1928)

Otto Dunkelberg (* 25. März 1900 in Hannoversch Münden; † 18. März 1964 in Bergheim) war ein deutscher Organist und Komponist. Er übte von 1927 bis 1945 das Amt des Domorganisten am Passauer Dom St. Stephan aus.

## Leben
Otto Dunkelberg, der 1900 als Sohn eines Klavierstimmers geboren wurde, spielte bereits im Alter von zehn Jahren in der St.-Elisabeth-Kirche sonntäglich die Orgel. Er besuchte die katholische Volksschule, ging 1914 auf die katholische Präparandenanstalt in Wollstein, bis er 1917 im selben Ort auf das Lehrerseminar kam. Im Juli 1918 musste er das Studium wegen beginnender Militärzeit unterbrechen und konnte es erst im April 1919 in Hildesheim wieder aufnehmen und im März 1920 seine erste Lehrerprüfung ablegen. Bevor er im April 1921 das Studium am Staatlichen Akademischen Institut für Kirchen- und Schulmusik in Berlin-Charlottenburg antrat, das er im Juli 1922 als Organist und Musiklehrer an höheren Lehranstalten abschloss, arbeitete er als Hauslehrer in Nordhorn. Darauf folgend arbeitete er als Lehrer am Gymnasium Josephinum Hildesheim, bis er 1923 zur Tätigkeit als Dommusikdirektor in Hildesheim und Organist an der Jesuitenkirche wechselte. Schon 1924 setzte er sein Studium an der Akademie für Kirchen- und Schulmusik in Berlin-Charlottenburg fort, wo er auch Orgelunterricht erhielt und 1926 eine Abschlussprüfung für das Lehramt Kunst ablegte. Während seiner Studienzeiten in Berlin versah er nebenher Organisten- und Chorleiterdienst an der Maria-Viktoria-Kapelle der Dominikaner und gab zahlreiche Orgelkonzerte, so in der Philharmonie, Singakademie, Hochschule für Musik und Corpus Christi Kirche.
Danach unterrichtete Otto Dunkelberg am Goethe-Reform-Gymnasium in Berlin-Wilmersdorf und an der Hindenburg-Oberrealschule in Berlin-Schmargendorf. Von 1927 bis 1945 war er Domorganist in Passau und hatte nebenher einen Lehrauftrag für Orgel und Orgelstruktur an der Kirchenmusikschule in Regensburg (1930–1937 und 1942–1944) inne. Die Arbeit als Organist war diejenige, die er am längsten ausübte. Er galt als einer der besten Orgelspieler seiner Zeit. Während der Passauer Tätigkeit übte er das Amt eines staatlichen Orgelsachverständigen aus. Einer seiner Privatschüler in Passau war der spätere Komponist Max Baumann.
1935 machte er Schallplattenaufnahmen unter dem Label Odeon bei Electrola. Weitere Aufnahmen (Johann Sebastian Bachs "Toccata und Fuge d-Moll BWV 565" und "Präludium und Fuge Es-Dur BWV 552") entstanden 1938 im Passauer Dom für die Reichsrundfunkgesellschaft. Darüber hinaus existierten Tonbandaufnahmen der „Deutschen Europasender“ vom Mai 1944 (mit Werken von Bach, Buxtehude, Händel, Reger, Liszt, Widor, Guilmant, Flor Peeters, Rheinberger, Renner und eine eigene Improvisation), deren Verbleib ungeklärt ist. Öfter spielte Dunkelberg auch außerhalb von Passau, so in Schulen oder anderen Kirchen und machte sich so auch weit außerhalb der Stadtgrenzen einen Namen.
Am 22. Mai 1945 wurde Otto Dunkelberg aufgrund seiner Zugehörigkeit zur SS ab 1933, zur NSDAP zum 1. Mai 1937 (Mitgliedsnummer 4.095.269) und zum Sicherheitsdienst des Reichsführers SS ab 1939 verhaftet. In seinem Arrest-Report und in den späteren Freilassungsanträgen betonte er stets, nur ehrenamtliches Mitglied gewesen zu sein. Da er offenbar nicht als Nazi aktiv geworden sei, wurde er im April 1947 entlassen.
Nach dem Zweiten Weltkrieg nahm er seine kirchenmusikalische Betätigung an den Benediktinerabteien Metten/Donau und Münsterschwarzach/Franken sowie bei den Dominikanern in Walberberg wieder auf, arbeitete 1948/49 als Volksschullehrer in Hildesheim und wurde Dozent an der Kirchenmusikschule in Münster. Gleichzeitig wirkte er von 1949 bis 1953 als Musiklehrer am Gymnasium Dionysianum in Rheine und als Leiter des Städtischen Musikvereinschores. Es gab jährliche Konzertreihen als Chor- und Sinfoniekonzerte mit dem Vestischen Sinfonieorchester Recklinghausen. Von 1953 bis 1962 war Dunkelberg Studienrat für Musik am neusprachlichen Gymnasium Köln-Nippes. In diesen Jahren betätigte sich Otto Dunkelberg bis zu seinem Tod 1964 als Organist an den Dominikaner-Kirchen St. Andreas und Hl. Kreuz in Köln.
Otto Dunkelberg war verheiratet mit Elisabeth Dunkelberg. Er war Vater von Gisela (* 14. August 1927), Hans Otto (* 8. Oktober 1928), Hubert (* 26. Februar 1930) und Karl-Heinz Dunkelberg (* 21. September 1931).
Sein gesamter schriftlicher Nachlass ist bei der Bayerischen Staatsbibliothek archiviert.

## Werkeverzeichnis
Orchester
- Klavierkonzert i. D (1946) [DBN 4.014.575]
- Sinfonie i. D unvollendet (1946/1947)
- 1. Satz: Grave-Allegro moderato (Vexilla regis)
- 2. Satz: Adagio (Haec Dies) Melodien des greg. Gesangs [DBN 5.973.163]
- Präludium und Fuge e-moll BWV 548 J.S.Bach Orchesterbearbeitung (1946) [DBN 5.973.167]
- Adagio und Fuge c-moll BWV 546 J.S.Bach Orchesterbearbeitung (1945/1946) [DBN 5.411.378]
- Suite im alten Stil (1958) für Streicher, 2 Flöten und 2 Hörner [DBN 3.878.284]
- Andante für Blasorchester [DBN 8.510.206]
- Orchesterstück – Andante maestoso [DBN 8.510.205]
- 4 kleine Orchesterstücke (für Schulorchester) (Frühlingslied [DBN 5.973.178], Zigeunertanz [DBN 5.973.181], Kaernerliedchen [DBN 5.973.183], O wie schön und gut)
- 5 Lieder (Bearbeitung für Chor und Orchester) (Von edler Musik (oder: Von der edlen Musik) [DBN 5.973.195], Sei gegrüst viel tausendmal [DBN 5.973.201], Die beste Zeit [DBN 5.973.203], Sommerlied [DBN 5.973.204], Der Gutzgauch [DBN 5.973.206])
- 12 Deutsche Tänze (Bearbeitung für Kammerorchester, Tanz Nr. 8 fehlt) [DBN 8.513.586]
- „Frankenburger Würfelspiele“ für Blasorchester

Kammermusik
- Suite in fünf Sätzen (1945) [DBN 4.784.819]
- Klaviertrio – Satz (1946) [DBN 4.784.825]
- Maria durch den Dornwald ging für Sologesang, Violine und Orgel
- Präludium und Fuge für Klavier [DBN 4.784.735]
- 9 Lieder für mittlere Stimme und Klavier [DBN 4.784.772]
- 7 Lieder für Sopran und Klavier [DBN 4.784.749]
- Menuett für Streichquartett [DBN 8.510.203]
- Klavierstück [DBN 8.510.202]

Messen
- Missa pastoritia (1945) [DBN 3.878.252]
- Missa „Veni creator spiritus“ (1963) [DBN 3.977.044]
- Corbinians Messe (1947) [DBN 3.977.048]
- Sacerdos et Pontifex (1938) [DBN 4.333.829]
- Messe in E [DBN 4.417.620]
- „Missa Gregoriana“ für Sopran, Alt, Bariton und Orgel [DBN 5.973.168]
- „Messe i. D-Dur“, Großes Orchester, Orgel, 4stimm. gem.Chor [DBN 9.835.695]

Kantaten
- Rorate, coeli, desuper et nubes pluant justum [DBN 3.878.259]
- Festkantate zu Ehren des hl. Augustinus (1963) (Männerchor, Knabenchor u. Orchester)
- Festkantate zu Ehren des hl. Augustinus (1963) (Männerchor, Knabenchor u. Orgel)
- Festkantate zu Ehren des hl. Augustinus (1963) (gem.Chor, Knabenchor u. Orchester) [DBN 3.787.281]

Motetten
- Psalm 98 „Singet dem Herrn ein neues Lied“ (1950) (gem. Chor, 3 Tromp. 2 Hörner, 3 Pos., u. Pauken) [DBN 3.977.051]
- Psalm 99 „Jauchzet dem Herrn alle Welt“(gem. Chor, Streichorchester u. 2 Trompeten) [DBN 3.977.053]
- Psalm 116 „Laudate Dominum omnes gentes“ (gem. Chor und Orgel)
- Psalm 116 „Laudate Dominum omnes gentes“ (1963) (gem. Chor und Orchester) [DBN 3.878.274]
- „Motette für die Jahresschlussandacht“ (1923) (gem. Chor, 2 Tromp., 2 Posaunen u. Orgel) [DBN 3.977.055]

Chor mit Orchester/Orgel
- „Resonet in laudibus“ für gem. Chor und Orgel [DBN 4.333.833]
- „Resonet in laudibus“ für gem. Chor und Streich-orchester [DBN 4.333.833]
- „Ecce sacerdos magnus“ (1929) für gem. Chor, 2 Trompeten, 2 Hörner, 3 Posaunen, Tuba, Pauken und Orgel [DBN 4.333.820]
- „Marienhymnus“ (1954) für vierst. gemischten Chor und Orgel [DBN 4.784.834]
- „Weihnachts-Oratorium“ (Müller / Nick) Orchesterbearbeitung (1923) für Soli, gem. Chor und Orchester [DBN 1822452 bis 1822491]

A cappella
- 10 alte Marienlieder (gem. Chor) [DBN 1.454.707]
- 3 Weihnachtslieder (gem. Chor) [DBN 4.784.805]
- 4 Motetten für gem. Chor „Laßt uns dem Herrn frohlocken“ und „Warum betrübst du dich“ [DBN 4.417.610] sowie „Dir Jehova will ich singen“ und „Lobt froh den Herrn“
- 2 Offertorien für Männerchor „Mihi autem“ und „Improperium“ [DBN 5.973.172]
- 2 Offertorien für 4–8 stimm. gem. Chor „Terra tremuit“ und „Inveni David“
- „Ecce sacerdos“ für gem. Chor [DBN 4.333.820]
- „Gott sei mir gnädig“ Doppelfuge für gem. Chor [DBN 4.784.805]
- „Pange lingua“ für fünfstimmigen gem. Chor [DBN 4.784.841]
- „Tantum ergo“ (1951) für vierstimmigen gem. Chor und Bläser [DBN 4.784.837]

Orgel
- Orgelsonate (1928/1929) (mit der Benutzung des Chorals: Wie soll ich dich empfangen) [DBN 3.977.057]
- Toccata und Doppelfuge über Großer Gotthard, wir verehren (1946) [DBN 3.977.059]
- Orgel-Partita Ist das der Leib, Herr Jesus Christ [DBN 3.977.063]
- Orgel-Partita Zion, Jesum zu verehren [DBN 5.973.174]
- Fuge (4-stg.) [DBN 4.417.607]
- „Ciacona“ [DBN 7.809.645]
- 6 Choralbearbeitungen für Orgel: Wach auf mein Herz, Gott des Himmels und der Erden, „Mit Fried und Freud fahr ich dahin“, Mach’s mit mir Gott, wie’s dir gefällt, Da Jesus an dem Kreuze hing, O Traurigkeit [DBN 5.107.849]
- 3 Choralbearbeitungen für Orgel: „Kommt mit reuerfülltem Herzen“ [DBN 5.973.186], Bei finstrer Nacht [DBN 5.973.189], Zur Seele spricht der Herr vertraut [DBN 5.973.192]
- 2 Orgelbearbeitungen Erschienen ist der herrlich Tag und Ein Haus voll Glorie schauet [DBN 5.107.842]
- 2 kl. Orgelstücke „Adoro te u. Ave verum“ [DBN 4.784.813]
- Hiob bibl. Melodram für Orgel und Rezitator [DBN 5.107.859]
- Es ist ein Schnitter, der heißt Tod (1936) Variationen und Fuge für 4 Trompeten, 4 Hörner, 4 Posaunen, 2 Tuben, Pauken, Becken, Glockenspiel und Orgel [DBN 4.333.811]
- „Festliche Musik“ für Blechbläser und Orgel [DBN 5.107.860]
- Weihnachtsevangelium für Bariton und Orgel [DBN 5.973.176]
- Orgelbuch zum Lob Gottes (Bearbeitung von 150 Kirchenliedern [Diözese Passau] mit Vor- und Nachspielen) [DBN 78..... bis 82.....]
- 12 Vor- und Nachspiele ü. verschiedene Melodien(Asperges vidi aquam, Deus in adjutorium, Ite missa est, Benedicamus Domino)

## Rezensionen
- Aus dem Mündener Tageblatt 1927 über ein Konzert in der Elisabeth-Kirche:

„Diese phantasievolle Improvisation mit ihrer formvollendeten Architektonik bewies, daß Herr Dunkelberg nicht nur ein hervorragend reproduzierender Künstler ist, sondern auch produktiv Meisterliches zu leisten vermag.“
- Aus der Passauer Zeitung 1929 über ein Sonntags-Konzert:

„Sein einzigartiges Improvisationstalent entledigte sich am Schlusse aller Fesseln, die ihm bis jetzt durch das Programm angelegt waren. Zunächst schillerte die Orgel in allen Farben, die dieser möglich waren; dann aber zeigte er in einer in unglaublicher Meisterschaft extemporierten Fuge, daß diese Kunst, wenn auch sehr selten, so doch wirklich noch nicht ausgestorben ist. Wie lange noch wird uns Berlin gestatten, diesen Mann zu besitzen?“
- Aus dem Regensburger Anzeiger 1936:

„Dunkelberg zeigte sich als der künstlerisch und technisch überlegene Meister, der ohne Zweifel zu den besten Orgelspielern gehört.“
- Aus der Münsterländischen Volkszeitung über den Abschied von Otto Dunkelberg 1953:

„Otto Dunkelberg ist einer der großen unter den Improvisatoren. Seine genialen Schöpfungen tasten sich von Klang zu Klang vor in unerforschte Höhen, dringen in jedem Augenblick in Neuland ein, in Gegenden, die sowohl für unser kontrollierbares Denken wie auch für unsere Gefühle unerreichbar wäre. Sie beflügeln die Seele und tragen sie empor bis an die Grenzen des Transparenten.“